# Ichthyophis
Ichthyophis ist eine Amphibiengattung aus der Ordnung der Schleichenlurche (Gymnophiona).

## Beschreibung
In der Haut sind Schuppen vorhanden. Die Augen liegen unter der Haut. Im Unterkiefer befinden sich zwei Zahnreihen. Os squamosum und Os parietale stoßen aneinander. Die Tentakel sind kegelförmig und liegen zwischen Auge und Nasenloch.

## Vorkommen
Die Gattung kommt von Südasien bis zum westlichen Teil des Indo-Australischen Archipels sowie auf den Philippinen vor.

## Systematik
Die Gattung Ichthyophis wurde 1826 von Leopold Fitzinger erstbeschrieben. Sie umfasst 50 Arten (Stand: 18. November 2018):
- Ichthyophis acuminatus Taylor, 1960
- Ichthyophis alfredi Mathew & Sen, 2009
- Ichthyophis asplenius Taylor, 1965
- Ichthyophis atricollaris Taylor, 1965

- Ichthyophis bannanicus Yang, 1984

- Ichthyophis beddomei Peters, 1880
- Ichthyophis bernisi Salvador, 1975

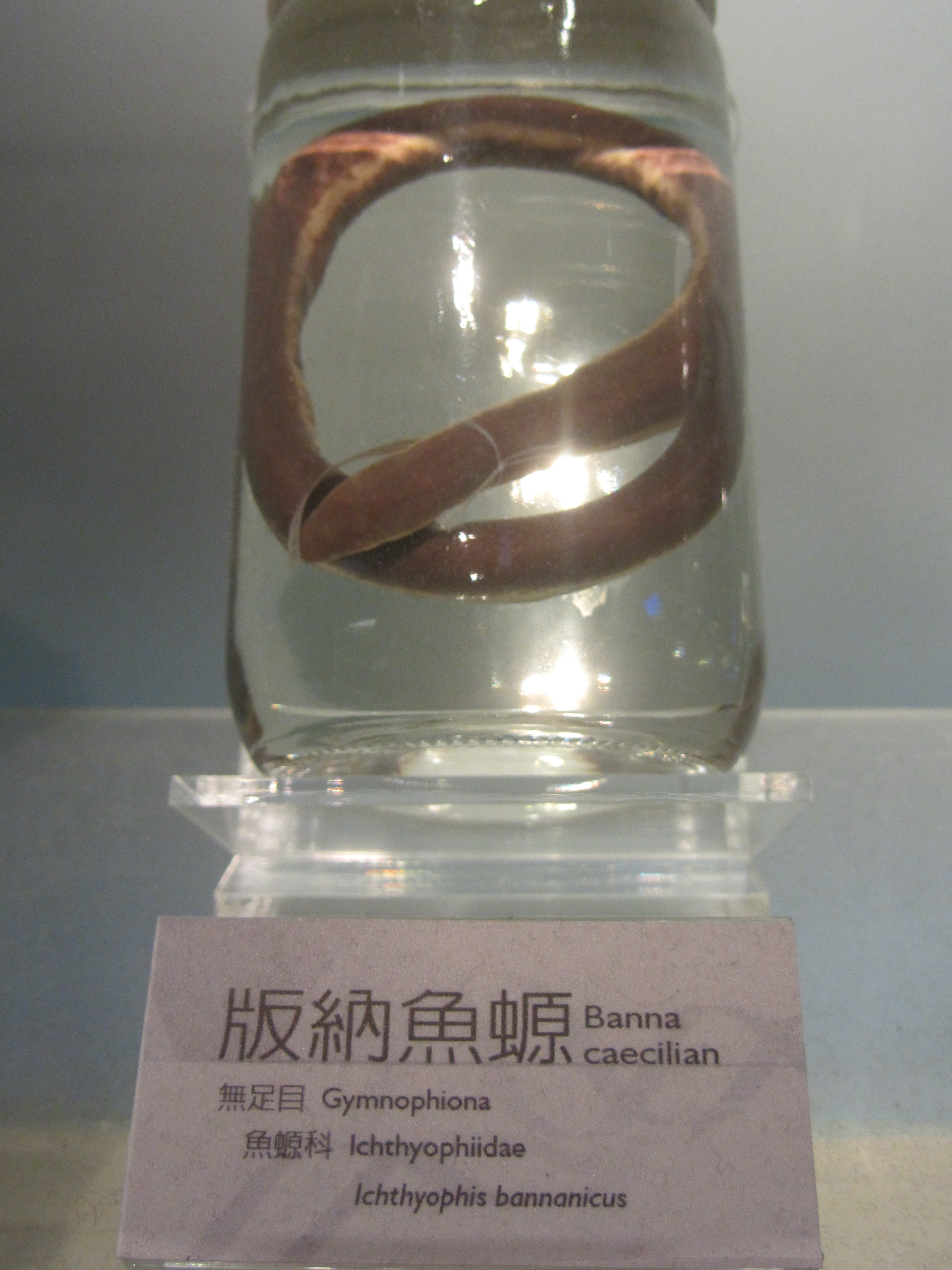
Ichthyophis bannanicus

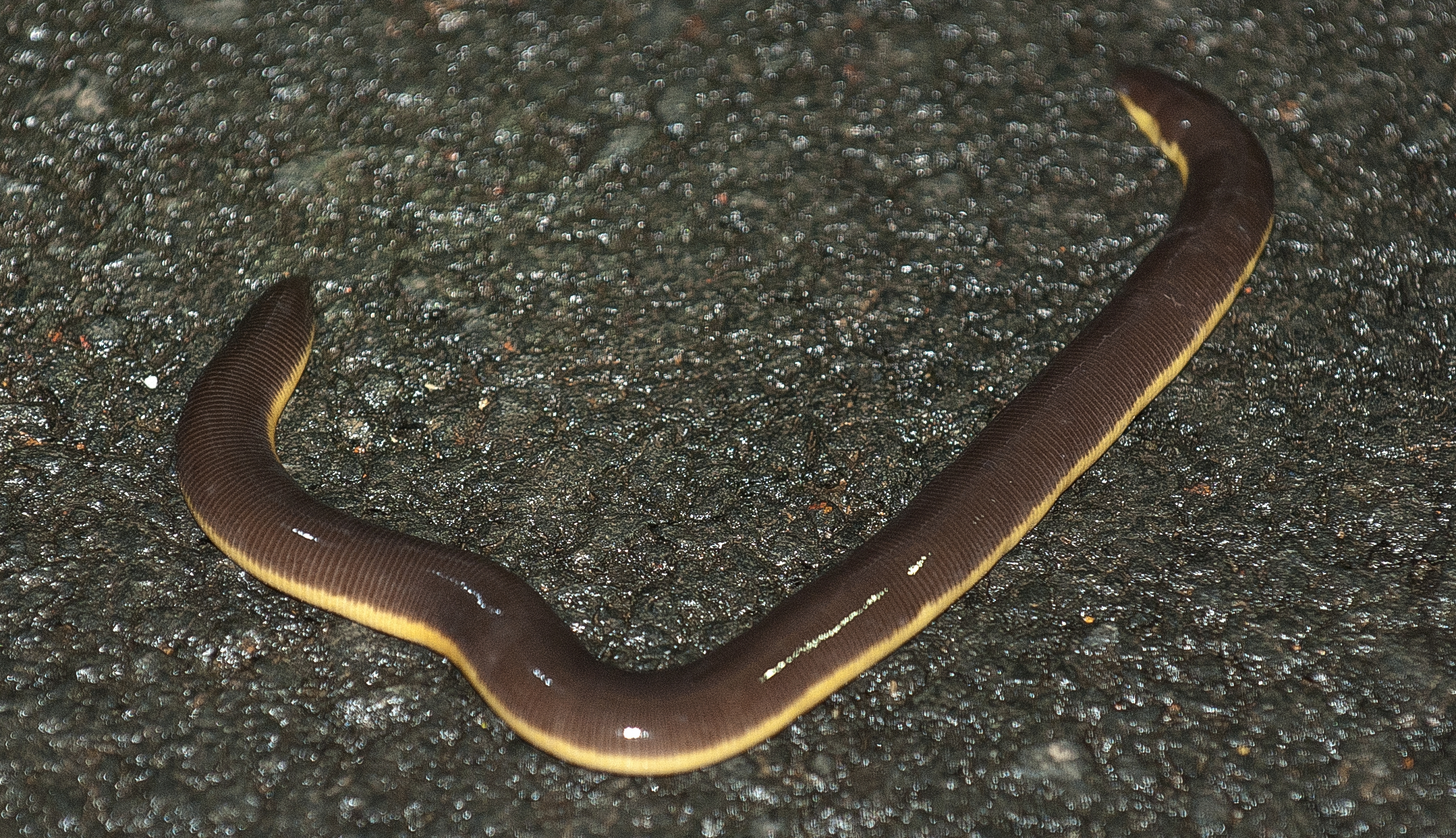
Ichthyophis beddomei

- Ichthyophis biangularis Taylor, 1965
- Ichthyophis billitonensis Taylor, 1965

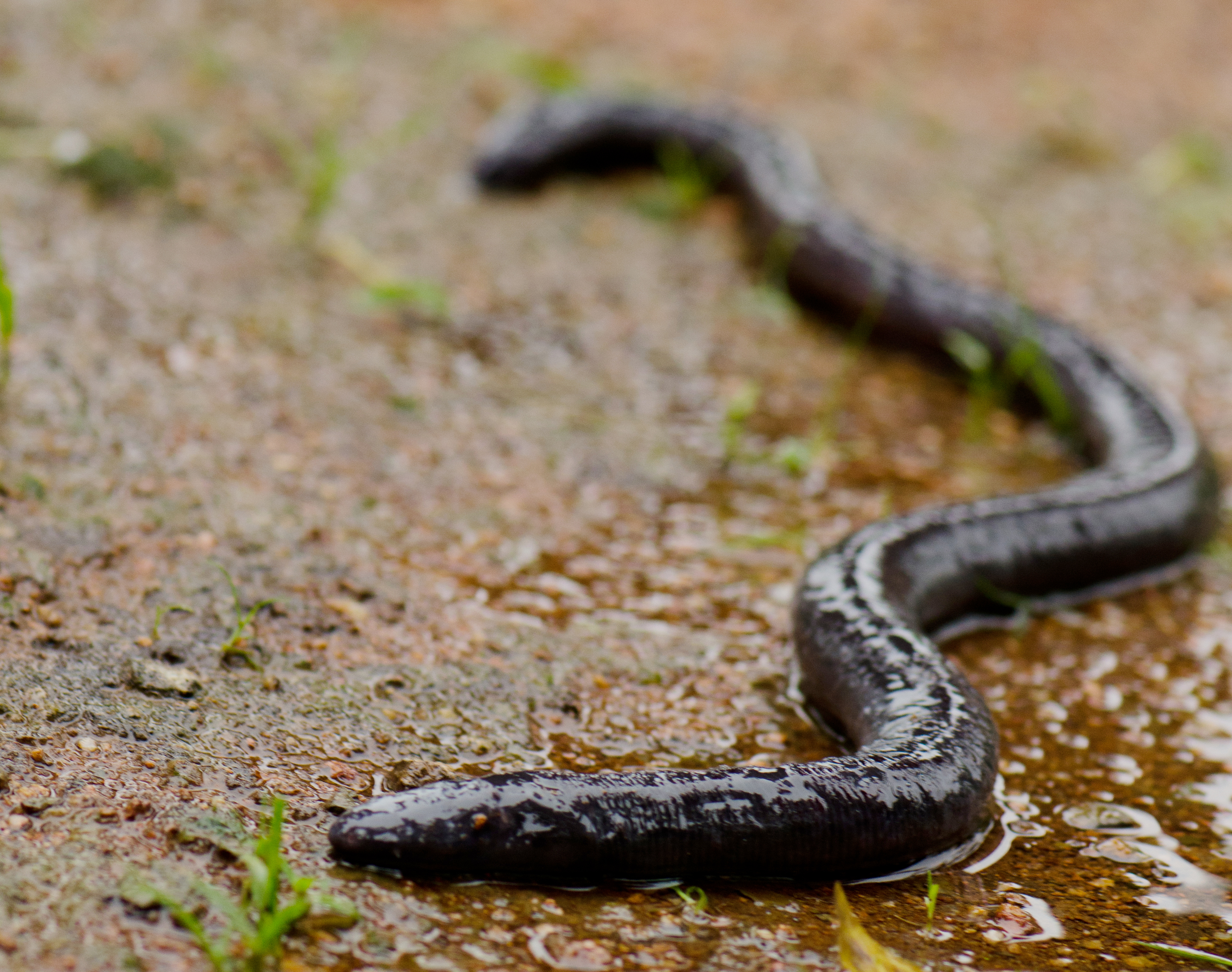
Ichthyophis bombayensis

- Ichthyophis bombayensis Taylor, 1960
- Ichthyophis cardamomensis Geissler, Poyarkov, Grismer, Nguyen, An, Neang, Kupfer, Ziegler, Böhme & Müller, 2015
- Ichthyophis catlocensis Geissler, Poyarkov, Grismer, Nguyen, An, Neang, Kupfer, Ziegler, Böhme & Müller, 2015
- Ichthyophis chaloensis Geissler, Poyarkov, Grismer, Nguyen, An, Neang, Kupfer, Ziegler, Böhme & Müller, 2015
- Ichthyophis daribokensis Mathew & Sen, 2009

- Ichthyophis davidi Bhatta, Dinesh, Prashanth, Kulkarni & Radhakrishnan, 2011
- Ichthyophis dulitensis Taylor, 1960
- Ichthyophis elongatus Taylor, 1965
- Ichthyophis garoensis Pillai & Ravichandran, 1999

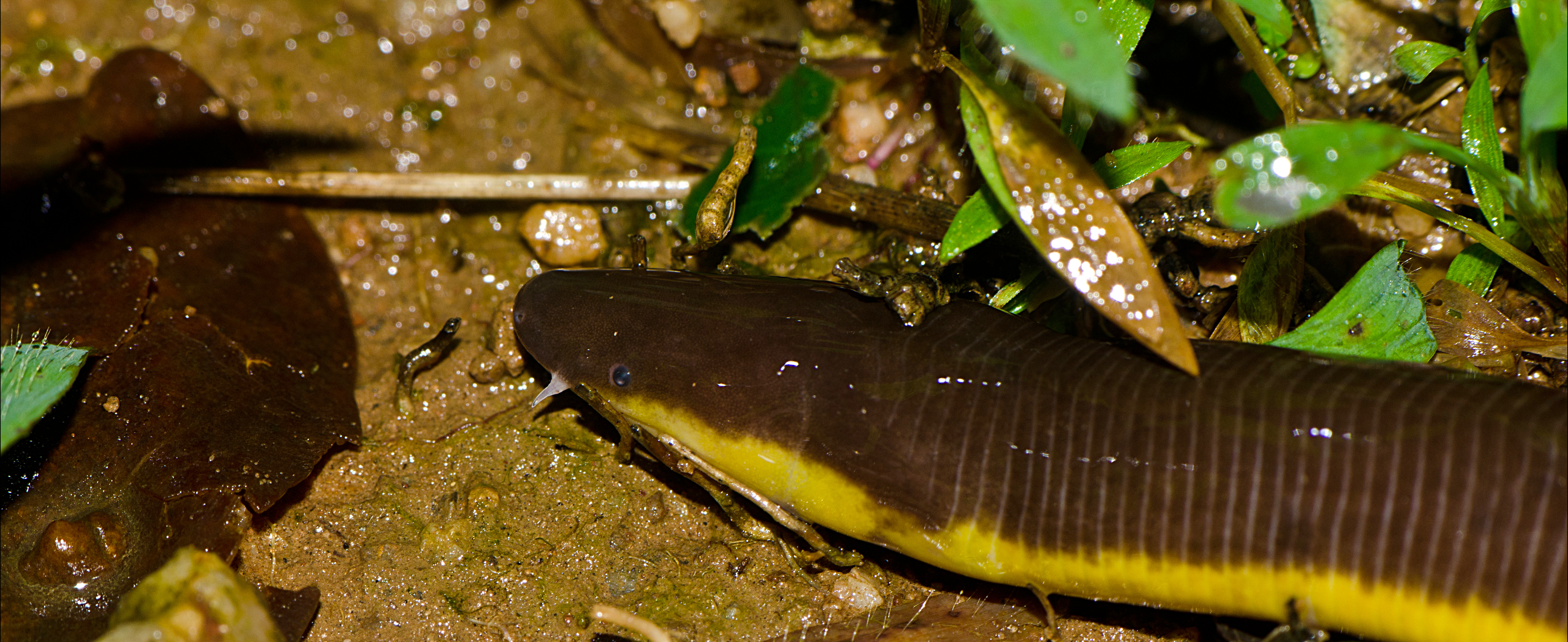
Ichthyophis davidi

- Ichthyophis glandulosus Taylor, 1923
- Ichthyophis glutinosus (Linnaeus, 1758) – Ceylonwühle
- Ichthyophis humphreyi Taylor, 1973
- Ichthyophis hypocyaneus (Boie, 1827)
- Ichthyophis javanicus Taylor, 1960
- Ichthyophis khumhzi Kamei, Wilkinson, Gower & Biju, 2009
- Ichthyophis kodaguensis Wilkinson, Gower, Govindappa & Venkatachalaiah, 2007
- Ichthyophis kohtaoensis Taylor, 1960
- Ichthyophis lakimi Nishikawa, Matsui & Yambun, 2012
- Ichthyophis laosensis Taylor, 1969
- Ichthyophis larutensis Taylor, 1960

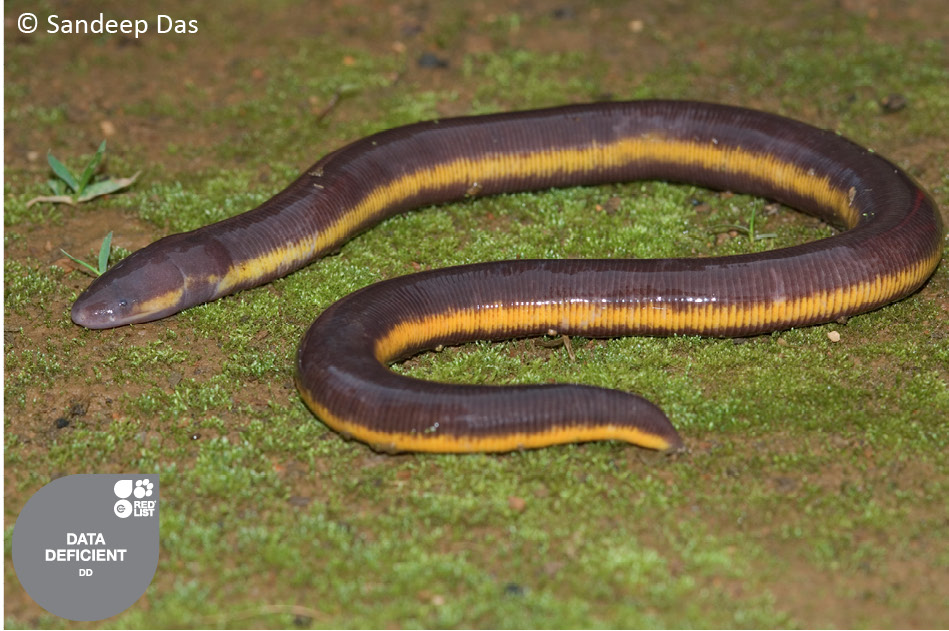
Ichthyophis longicephalus

- Ichthyophis longicephalus Pillai, 1986
- Ichthyophis mindanaoensis Taylor, 1960
- Ichthyophis monochrous (Bleeker, 1858)
- Ichthyophis moustakius Kamei, Wilkinson, Gower & Biju, 2009
- Ichthyophis multicolor Wilkinson, Presswell, Sherratt, Papadopoulou & Gower, 2014
- Ichthyophis nguyenorum Nishikawa, Matsui & Orlov, 2012
- Ichthyophis nigroflavus Taylor, 1960
- Ichthyophis nokrekensis Mathew & Sen, 2009
- Ichthyophis orthoplicatus Taylor, 1965
- Ichthyophis paucidentulus Taylor, 1960
- Ichthyophis paucisulcus Taylor, 1960
- Ichthyophis pauli Nishikawa, Matsui, Sudin & Wong, 2013
- Ichthyophis pseudangularis Taylor, 1965
- Ichthyophis sendenyu Kamei, Wilkinson, Gower & Biju, 2009
- Ichthyophis sikkimensis Taylor, 1960
- Ichthyophis singaporensis Taylor, 1960
- Ichthyophis sumatranus Taylor, 1960
- Ichthyophis supachaii Taylor, 1960
- Ichthyophis tricolor Annandale, 1909
- Ichthyophis weberi Taylor, 1920
- Ichthyophis youngorum Taylor, 1960

Die Art Ichthyophis husaini, von der man ohnehin nur ein einziges Exemplar im Jahr 1983 in Meghalaya (Indien) finden konnte, wurde im Februar 2016 der Art Ichthyophis garoensis zugeordnet.